# 91a Brigada Mixta (Exèrcit Popular de la República)
La 91a Brigada Mixta va ser una unitat de l'Exèrcit Popular de la República que va prendre part en la Guerra Civil Espanyola. Al llarg de la contesa la brigada va estar present en el front d'Extremadura, agregada a la 37a Divisió.

## Historial
La unitat va ser creada al març de 1937, a partir d'efectius de la 20a Brigada Mixta, així com els batallons «Extremadura» núm. 1 i núm. 2, i dos batallons que s'havien creat en la localitat extremenya de Campanario. Va quedar sota el comandament del comandant d'artilleria Juan García Pina, amb l'anarcosindicalista Germán Clemente de la Cruz com a comissari polític. La Brigada s'integraria posteriorment en la 37a Divisió del VII Cos d'Exèrcit.
Poc després de la seva creació va ser enviada per a participar en el setge del Santuari de la Mare de Déu de la Cabeza, al costat d'altres brigades republicanes. Després va ser enviada al capdavant d'Extremadura, per a participar en el previst Pla «P». Durant els següents mesos pel comandament de la brigada van passar el coronel mexicà Juan Bautista Gómez i el major de milícies Ignacio López Montilla. Durant aquest temps la 91a Brigada va mantenir posicions defensives, sense prendre part en operacions militars.
El juliol del 1938, al començament de l'ofensiva franquista en el front d'Extremadura, la 91a BM es trobava situada enfront de Peraleda del Zaucejo. Després del començament dels combats el cap de la unitat, López Montilla, va ser fet presoner pels franquistes, havent de ser substituït pel major de milícies Copérnico Ballester Francés; però Ballester resultaria ferit durant els combats, per la qual cosa el comandament de la brigada va passar al major de milícies Olegario Pachón Núñez. Cap al 20 de juliol la 91a BM defensava el front Sud de l'anomenada bossa de Mèrida, a Guareña, i després d'haver-se concentrat a La Coronada, el dia 23 va intentar reconquerir Castuera, sense èxit. L'endemà va quedar copada a l'interior de la bossa, al costat de la 20a Brigada Mixta. El 25 de juliol es va autoritzar el cap del VII Cos d'Exèrcit perquè la brigada pogués replegar-se cap al riu Zújar, però l'autorització va arribar massa tard. La brigada va quedar pràcticament desfeta, i no tornaria a prendre part en cap acció militar de rellevància.

## Comandaments
Comandants
- comandant d'artilleria Juan García Pina;
- coronel Juan Bautista Gómez Ortiz;
- major de milícies Ignacio López Montilla;
- major de milícies Copérnico Ballester Francés;
- major de milícies Olegario Pachón Núñez;

Comissaris
- Germán Clemente de la Cruz, de la CNT;
- Vicente Pastor Vicario;